# Cyanoneuron grandiflorum
Cyanoneuron grandiflorum är en måreväxtart som beskrevs av Christian Tange. Cyanoneuron grandiflorum ingår i släktet Cyanoneuron och familjen måreväxter. Inga underarter finns listade i Catalogue of Life.